# 宫崎骏
宫崎駿（日语：／ Miyazaki Hayao，1941年1月5日—）是日本動畫師、動畫導演、动画编剧及漫畫家。畢業於杉並區立永福小學校、杉並區立大宮中學校、東京都立豐多摩高等學校及學習院大學政治經濟學院。大學畢業後踏入動畫製作工作，日後成為日本知名動畫廠吉卜力工作室的核心人物之一。其執導過11部長篇動畫電影，多次宣布退休，2013年9月時是第7次宣布退休，2016年再度復出。現任吉卜力工作室董事、德間紀念動畫文化財團理事長、三鷹市立動畫美術館館主。目前居住於埼玉縣所澤市。

## 简介
宮崎駿基本上以本名活動，不論日本國內外，普遍習慣用，2000年以後才逐漸正名。曾經使用的化名包括與。另外，在漫畫作品《風起 妄想重返》連載時的筆名則有、及。
宮崎駿與高畑勳共同創立受到國際上廣泛讚譽的動畫工作室——吉卜力工作室。宮崎駿的作品獲得相當大的成功，與美國動畫師華特·迪士尼（Walt Disney）、英國動畫師尼克·帕克以及動作捕捉先驅、美國動畫師羅伯·湛米基斯相提並論，他也被《時代雜誌》認為是最具影響力的人物。
宮崎駿在東映動畫開始他的職業生涯，並參加《格列佛的宇宙旅行》的製作。他在這部作品中提出自己的想法，並最終成為電影的結局。他在動畫產業以各種不同的角色參與工作，直到他在1979年執導第一部動畫長片《魯邦三世卡里奧斯特羅之城》。在他的下一部電影《風之谷》獲得廣泛的讚譽，他與高畑勳共同創立吉卜力工作室，並繼續創作許多作品。直到完成《魔法公主》之後，宮崎駿選擇暫時退休。在休息一陣子之後，宮崎駿在2001年完成動畫《神隱少女》。
雖然宮崎駿的電影在日本一直都享有巨大的商業及藝術上的成功，但是西方世界基本上對他的了解並不深；直到米拉麥克斯影業將他在1997年執導的電影《魔法公主》以DVD的形式公開發行之後，他在西方世界的知名度才逐漸上升。《魔法公主》上映當時是日本史上票房最高的電影，直到1997年另一部電影《鐵達尼號》上映之後才超過它。《魔法公主》也是第一部在日本電影金像獎贏得最佳影片獎的動畫電影。他的下一部影片《神隱少女》在日本的票房超過《鐵達尼號》，還贏得了日本電影金像獎最佳影片獎，也是第一部贏得奧斯卡最佳動畫長片獎的日本動畫。他執導的許多其他電影也獲得許多不同的國際獎項。

## 个人經歷

### 早年
宮崎駿在1941年1月5日出生於東京都文京區，在四個兄弟中排名第二，父親是宮崎家族經營的「宮崎航空興學」的職員。直到1945年第二次世界大戰結束為止，宮崎駿度過了相當自由的幼年生活。由於身體不好，故不擅長運動，也因此對靜態的繪畫很有天分，特別對於飛機感到興趣，並成為終身的愛好，他後來許多作品當中都反覆出現飛行的概念。
宮崎駿的母親十分愛好讀書，並經常對社會產生質疑；而宮崎駿也是一個喜好讀書的人，對手塚治虫、杉蒲茂的漫畫很有興趣，尤其最喜愛福島鐵次的繪本《沙漠的魔王》。因為母親需要進行肺結核的治療，所以宮崎駿全家經常搬家。
宮崎駿全家在1944年全家移居到栃木縣的宇都宮市和鹿沼市，從1947年开始在宇都宫市的一所小学就读，4年级时回到东京，就讀杉並區大宫小学，5年级時則轉到由大宮小學新成立的支校永福小学。他在1953年從小學畢業，進入大宫中学就讀，高中則进入都立豐多摩高中，並開始學習繪畫。1958年因為東映動畫《白蛇傳》（日本第一部彩色動畫長片） 而開始對動畫產生興趣。1959年考入學習院大學政治經濟系，主攻日本產業論。由於當時的大學還沒有漫畫社，因此加入性質最接近的兒童文學社(兒童文化研究會)" ，並編導了幾齣人偶劇。大學期間熱衷創作漫畫，累積了數千張畫稿。在此時，宮崎駿也在思想上開始傾向社會主義，在蘇聯解體時，他的左派思想也受到很大衝擊，宮崎駿在1994年連載完漫畫《風之谷》後，決定放棄馬克思主義。但是對勞動者和革命的肯定立場一直沒變。

### 東映動畫公司
在大学畢業後，宮崎駿於1963年4月進入東映動畫公司，從事動畫師的工作。進入公司一年後，受蘇聯製作的長篇動畫《雪之女王》深深感動，因此決定以動畫師為一生的職志。成為動畫師後第一次參與製作的動畫是《汪汪忠臣藏》（導演為白川大作），其不凡的才能被發現後，升職為主要製作人，並擔任東映動畫的公會書記長。
宮崎駿於東映動畫公司認識了在他動畫生涯中有著重要影響力的前輩高畑勳，在此期間參與了《狼少年肯》（是東映首部動畫電視劇）、《太陽王子 霍爾斯的大冒險》（高畑勳執導）、《長靴貓》（矢吹公郎執導，於1969年公映）等動畫的製作，擔任原畫或場面設計的職務。
1965年秋天，宮崎駿24歲時與他在東映動畫的原畫師同事大田朱美結婚，之後並育有二子。

### 離開東映動畫公司
宮崎駿在1971年完成《阿里巴巴和四十大盗》後離開東映動畫公司，與高畑勳、小田部羊一共同加入A Production（現今的SHIN-EI動畫公司）。在新企劃《長襪子皮皮》的籌備期間，宮崎駿第一次出國，來到瑞典取景並與作者阿斯特麗德·林格倫會面，但是林格倫拒絕授權來動畫製作，於是這個企劃案最終遭到取消。宮崎駿之後一直與高畑勳等人合作企劃，完成了《魯邦三世》、《熊猫家族》、《小天使》及《三千里尋母記》等作品。
1978年於NHK播映的《未來少年柯南》為宮崎駿首度擔任導演的電視動畫作品，獲得廣泛的讚譽。隨後宫崎駿在1979年加入東京電影新社，繼續創作《魯邦三世》電視動畫系列。1979年12月，宮崎駿在東京電影新社創作《魯邦三世卡里奧斯特羅之城》，這是他首次擔任劇場版長篇動畫的導演、腳本及分鏡畫腳本，並在製作的過程中結識了往後在創作、或是成立吉卜力工作室方面給予多項協助的夥伴鈴木敏夫。
他從1980年開始為東京電影新社的電信公司培訓新人。1981年8月《Animage》雜誌編輯了宮崎駿特集，宮崎駿也從此開始與德間書店正式合作。1982年2月《Animage》雜誌連載《風之谷》，他同時加入《偵探福爾摩斯》的製片工作。宫崎骏在該年11月退出东京电影新社。

### 吉卜力工作室

#### 1985至1999期間
他與妻子大田朱美在1984年4月創立了個人事務所「二馬力」負責管理作品的版權，而好友兼夥伴高畑勳當時也有個人的「畑事務所」。
在《風之谷》上映後，因先前的製作團隊「Topcraft」解散，為了讓宮崎駿及高畑勳能有一個專用的創作動畫平台，鈴木敏夫在德間書店出資幫助下於吉祥寺裡成立了吉卜力工作室。
在吉卜力工作室成立後，宮崎駿首次在吉卜力完成的動畫電影為1986年的《天空之城》，內容講述了兩個孤兒的冒險故事，他們試圖尋找一個漂浮在天空中的神奇島嶼。1988年的《龍貓》則描述兩個女孩與森林精靈之間的互動與冒險。1989年的《魔女宅急便》為改編自角野榮子的小說，劇情為一個離開故鄉的小魔女在大城市生活的故事。宮崎駿在這些作品中展現出飛行的魅力，包括《天空之城》裡空賊使用的撲翼機、《龍貓》中龍貓及貓巴士的飛行與《魔女宅急便》中魔女琪琪的飛行掃帚。
1992年的《紅豬》以反映宮崎駿自身的想法而聞名，劇中的主角是一位變成豬的男性反法西斯主義飛行員。這部電影背景設定在1920年代的意大利，描述一位打擊空賊的賞金獵人及一名美軍士兵之間的故事。這部影片探討了自私與責任之間的對立關係。這部影片也可以看作是宮崎駿的抽象自畫像，劇中的台詞可能暗示他的內心想法。就像他的許多其他電影一樣，《紅豬》擁有豐富的典故，並提到1930年代和40年代的美國電影。紅豬在很多地方與美國演員亨弗萊·鮑嘉作品的場景相似。
1997年的《魔法公主》回到生態及《風之谷》劇中的政治主題，故事情節集中於居住在森林裡的動物之間的鬥爭及人類利用森林來擴展工業。《魔法公主》與《風之谷》這兩部影片含蓄地批評了人類對自然產生的不利影響，並將軍隊塑造成負面的形象。《魔法公主》也被認為是他最暴力的電影之一，這部電影在日本獲得巨大的商業成功，當時成為日本史上最賣座的電影，直到被《鐵達尼號》超過為止；並最終在日本電影金像獎奪得最佳影片獎。宮崎駿在傾全力執導《魔法公主》之後暫時性的退休。

#### 2000至今期間
在這段半退休的時期，宮崎駿結識了在日本電視台朋友奧田誠治的女兒，後來成為他創作《千与千寻》主角荻野千尋的模特兒。《千与千寻》的故事主角是一個女孩，被迫在一個奇怪的精靈世界生存下去，因為她的父母被變成豬，所以她只好在澡堂工作。《千与千寻》於2001年7月在日本上映，並打破了日本的票房記錄（304億日圓），超過2300萬人次進場觀看，也再次超越先前被《鐵達尼號》佔據的日本最賣座電影的首位。
《千与千寻》獲得許多獎項，包括在2001年獲得日本電影金像獎最佳影片獎、在2002年獲得柏林影展：金熊獎（史上首部獲得該獎項的動畫片）及2002年的奧斯卡金像獎：奧斯卡最佳動畫片獎（為首部贏得該獎項的日本動畫電影），第68屆紐約影評人協會獎：最佳動畫獎，是宮崎駿另一個輝煌成就。
《千与千寻》也是首部風行全世界的吉卜力動畫電影，在美國與法國極受歡迎，相關產品亦為吉卜力帶來十分豐厚利潤，迪士尼也以鉅資買下宮崎駿部分影片的DVD發行權。
宮崎駿在2004年7月完成《霍爾的移動城堡》，電影改編自英國小說家黛安娜·韋恩·瓊斯的奇幻小說。宮崎駿在原本導演細田守突然被撤換之後接掌擔任導演。這部電影在2004年於威尼斯影展首映並以動畫技術獲得金奧薩拉獎。《霍爾的移動城堡》在2004年11月20日於日本上映，當年票房成績為將近200億日圓。美國迪士尼隨後發行英文版本《霍爾的移動城堡》。
宮崎駿在2005年獲得了威尼斯影展：榮譽金獅獎，第71屆紐約影評人協會獎：《霍爾的移動城堡》最佳動畫獎。
宮崎駿的長子宮崎吾朗在2006年完成他的第一部電影《地海戰記》，劇情改編自娥蘇拉·勒瑰恩創作的幾個故事。宮崎駿想要將《地海》改編成動畫的念頭已經出現很久，並一再要求取得原作者娥蘇拉·勒瑰恩的同意，但是他每次都遭到拒絕。於是宮崎駿製作《風之谷》與《修那之旅》作為替代品（《修那之旅》當中的一些構想被轉移到這部電影當中）。但是當勒瑰恩最後要求宮崎駿將她的作品改編成動畫時，他拒絕這個請求，因為他已經失去這樣做的欲望。
在整個《地海戰記》影片的製作期間，宮崎吾朗與他的父親之間並無任何交談，這是因為他們對於宮崎吾朗是否準備好執導這部作品產生爭議 。這部影片最初是由宮崎駿來製作，但是因為他正在進行《霍爾的移動城堡》的製作所以拒絕接任。吉卜力工作室決定讓宮崎吾朗擔任這部作品的導演，雖然他不曾製作過任何動畫。
在2006年，美國Nausicaa.net網站報導宮崎駿執導另一部動畫電影的計劃，傳聞背景設定在神戶。在宮崎駿小組在製作之前造訪一間由一對老夫婦經營的咖啡館，並從山區俯瞰城市的景色。吉卜力工作室製作日記並未指出這些地區的確切位置。該工作室還宣布宮崎駿已經開始為電影製作故事板，他們使用水彩來製作，因此電影將擁有「不尋常的視覺風格」。吉卜力工作室表示這部動畫電影製作時間約為20個月，預計於2008年夏季上映。
這部電影的名稱在2007年公開宣布為《崖上的波妞》。故事圍繞一個5歲的男孩宗介與想要成為人類的金魚公主「波妞」，宮崎駿說這個想法是從丹麥作家安徒生的著名童話故事《美人魚》得到的靈感 。吉卜力工作室的鈴木敏夫指出，「70至80％的劇情發生在海上，如何表達使用手繪動畫來呈現大海及海浪將是導演的挑戰」。  《崖上的波妞》獲得了威尼斯影展Mimmo Rotella財團獎，第32屆日本電影金像獎：最佳動畫片獎。
2008年年底，宮崎駿提出了「吉卜力5年經營計畫」，內容預定是前3年採用年輕的人才發表2部動畫、最後2年則預定推出重量級的作品。之後宮崎駿則依序在2010年由米林宏昌執導的《借物少女艾莉緹》（瑪麗·諾頓原著）；以及2011年宮崎吾朗第二部執導作品《來自紅花坂》（佐山哲郎、高橋千鶴原著）中擔任劇本。
2013年，推出《風起》。9月1日，吉卜力公司在威尼斯影展中宣布，宮崎駿在此部電影結束後引退，不再執導長篇電影作品，《風起》成為他的息影之作。同年9月6日，宮崎駿在東京召開的記者會中，證實這個消息。2013年《風起》獲得了美國國家評論會獎，第79屆紐約影評人協會獎，第34屆波士頓影評人協會獎，第18屆聖地牙哥影評人協會獎，第17屆多倫多影評人協會獎：最佳動畫長片獎。第36屆米爾谷國際影展：最受歡迎動畫作品獎。2014年安妮獎：最佳編劇獎。
2016年11月14日，宮崎駿在NHK的特別節目「終わらない人　宮﨑駿」之中透露自己復出的消息，並希望在2019年之內完成新的長篇動畫，此次是為第七次復出。
2023年7月14日，其復出作《蒼鷺與少年》（另譯《你想活出怎樣的人生》）在日本上映。這部電影講述因為太平洋戰爭失去母親的少年牧真人獲得會說話的蒼鷺引導，在名為「下界」的奇幻世界展開冒險的經歷。《蒼鷺與少年》在日本的評價呈現兩極分化。但在西方影評界獲得包含第81屆金球獎最佳動畫片獎等獎項的肯定，同時是首部獲頒金球獎最佳動畫片獎的日本動畫電影。該片在第51屆安妮獎和新海誠的《鈴芽之旅》並列7項提名，成為日本動畫電影入圍安妮獎獎數新高紀錄，更在第96屆奧斯卡金像獎獲頒最佳動畫獎，成為日本動畫界第一個擁有兩次以上在奧斯卡獲得最佳動畫片獎紀錄的動畫導演。

#### 其它
在吉卜力工作室期間，宮崎駿除創作動畫外，另打造了個人心中理想的美術館－三鷹之森吉卜力美術館。三鷹之森吉卜力美術館在2001年10月1日正式開幕，館中曾舉行過許多動畫展覽。
吉卜力工作室在2005年4月脫離德間書店，成為獨立公司，並由鈴木敏夫出任總經理，宮崎駿與史蒂夫·艾伯特（Steve Alpert）出任董事。宮崎駿作品的版權及所有權也移轉至吉卜力工作室。关于吉卜力，宮崎駿曾在紀錄片《夢與狂想的王國》中說到：“吉卜力是我從一架飛機的名字隨便取來的。它只是个名字而已。”。他還說到：“未來很明確，吉卜力會解散的。這是不可避免的。”。

## 個人風格
宮崎駿的動畫電影大多涉及人類與自然之間的關係、和平主義及女權運動。對於自然，宮崎駿也說過：自然是很殘忍的，會否定文化或文明，別以為努力環保就行了，很有可能會結果完全相反。宮崎駿的女性主義思想經常反映在電影當中，所以電影中的主角往往是堅強且獨立的女孩或年輕女性。他的作品也經常出現飛行、兒童心理及青春期的思想。
劇情創作上，不常將腳本、結局一次寫好，多採用一邊製作、一邊決定劇情下一步內容的即興方式。 不喜愛好萊塢電影中非白即黑的善惡二分法，也曾批評過電影《法櫃奇兵》及小說《魔戒》裡頭非我方即殺無赦、白人至上主義的風格。
宮崎吾朗曾提及宮崎駿的印象：「他是一百分的導演，卻是個零分的爸爸。」

## 观点
宮崎駿政治上堅定抱持反戰思想，還專門開記者會上重提日本當年在中國大陸進行的侵略惡狀，事實上，在經歷戰後那幾年的日本人世代中並不少見，這種認知的作品很多，以至於有時候他們這派被後人稱作過於天真，然而宮崎駿也對軍事題材十分有興趣，著墨遍佈很多作品中。
宮崎駿長年反核，2011年6月在工作室的外牆懸掛「吉卜力工作室不使用核電製作電影」（スタジオジブリは原発ぬきの電気で映画をつくりたい）的橫幅標語。
2013年7月，宮崎駿在吉卜力工作室免費月刊《熱風》2013年7月號表態反對修改《日本國憲法》，「現在舉行選舉的話，得票率、投票率也低，在這種情況下，政府想混水摸魚、以『想到哪、做到哪』的方式修憲，實在太扯了」；他批評，日本的政府和政黨首腦缺乏歷史觀、沒唸書，他們只會聽佞臣之言決定方針，結果他們在國際社會踢到鐵板就立刻慌張地改口「基本上尊重村山談話」；他說，對照《日本國憲法》第9條，自衛隊的存在是有點怪，但那樣比較好，最好不要變成國防軍；他還說，安倍經濟學遲早會破功。

## 動畫創作過程
宮崎駿在電影創作扮演主導的角色，經常同時擔任編劇及導演。他在早期的電影作品中會親自審閱每幅畫面，因為高度工作引起的健康問題，現在他會把一些工作交給吉卜力工作室的其他成員。在1999年的一次採訪中，宮崎駿說：「在這個年齡，我不能像過去那樣進行我的工作。如果我的工作人員可以減輕我負擔，我就可以集中精神在執導方面，我還想創作一些電影。」
宮崎駿在他的動畫作品中使用非常人性化的程序。此外，吉卜力工作室也大量使用水彩藝術。與美國動畫相異，吉卜力工作室採用同時創造劇本及記事板的方法，動畫及記事板在故事完成之前就已經開始製作。
宮崎駿在整個動畫製程中使用傳統動畫，雖然他在《魔法公主》當中開始使用電腦繪圖，以帶來「優雅的小刺激」。宮崎駿在接受《金融時報》的專訪時說：「在手繪及電腦製作之間維持正確的比例對我來說非常重要。據我所知，現在的平衡是如何同時使用，仍然可以說我的電影為二維電影。」 數位塗料也首次部分用在《魔法公主》，為了趕上電影上映的期限。數位塗料也成為宮崎駿以後的電影使用的標準原料。不過在他2008年執導的電影《崖上的波妞》中，宮崎駿又全部採用傳統的手工繪製來製作動畫，並說：「繪畫在紙上是動畫的基本。」 吉卜力工作室的電腦動畫部門在《崖上的波妞》製作開始後遭到解散，宮崎駿決定堅持採用手工繪製來製作動畫。

## 影響與評價

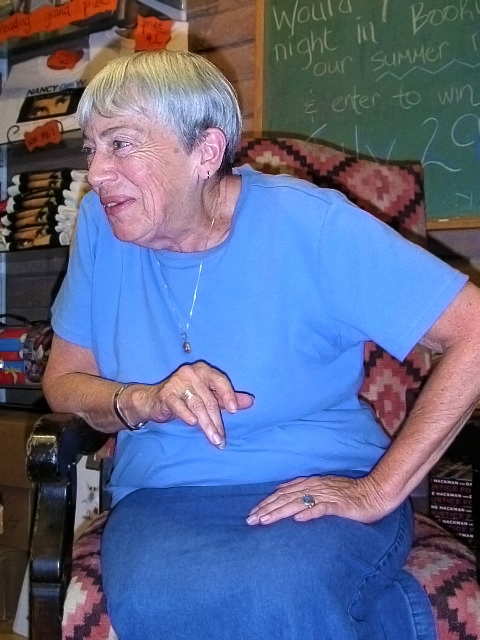
著名美國作家娥蘇拉·勒瑰恩，她的《地海》系列對於宮崎駿的作品產生很大的影響

宮崎駿的作品受到一些西方作家的影響，包括娥蘇拉·勒瑰恩、路易斯·卡羅和黛安娜·韋恩·瓊斯。宮崎駿私下表示勒瑰恩的《地海》系列對於他所有的作品產生很大的影響，他一直將她的書放置在床邊。宮崎駿後續與娥蘇拉·勒瑰恩見面時，更聲稱從《風之谷》開始所有的作品都受到《地海》系列的影響。
宮崎駿跟法國作家與漫畫家墨比斯相互影響對方的作品，他們也因為欽佩對方的作品而成為朋友。巴黎鑄幣博物館從2004年12月至2005年4月之間曾經舉辦他們作品的展覽，兩位藝術家也出席了展覽的開幕儀式。墨比斯也以宮崎駿的動畫作品《風之谷》女主角娜烏西卡來替他的女兒取名。
宮崎駿也深深受到另一家法國作家聖修伯里的影響。他為聖修伯里的著作《夜間飛行》（Vol de nuit）及《風沙星辰》（Terre des Hommes）日語版繪上插畫，並為《風沙星辰》寫了一篇後記。
英國廣播公司選擇頻道（BBC Choice）在2002年6月10日採訪宮崎駿時，他提出英國作家埃莉諾·法傑恩（Eleanor Farjeon）、沙特克里夫（Rosemary Sutcliff）及菲利帕·皮爾斯（Philippa Pearce）都對他產生影響。宮崎駿也公開表示他喜歡羅爾德·達爾那些關於飛行員與飛機的故事，在《紅豬》的故事中那些出現在雲層上的死亡飛行員的靈感也來自於達爾的《They Shall Not Grow Old》。
在宮崎駿的電影中，呈現出這些作家所創造的自給自足世界，並通常隱含著寓言性質，並具有複雜的角色。宮崎峻其他的作品，例如《龍貓》、《魔法公主》與《神隱少女》，都包括日本的歷史及神話元素。
宮崎駿說他受到1958年《白蛇傳》（被認為是日本第一部彩色長篇動畫電影）刺激，因此立志成為一位動畫師。他還表示，蘇聯的動畫電影《雪之女王》是他早期的一個靈感來源，並促使他繼續製作動畫。
俄羅斯著名動畫師尤里·諾里斯金是宮崎駿的朋友，並稱讚他是一位「偉大的藝術家」。諾里斯金在1975年的動畫《霧中的刺蝟》（Ёжик в тумане）是宮崎駿最喜歡的動畫片之一。
宮崎駿長期以來都是阿德曼工作室（Aardman Animations）動畫的影迷。阿德曼工作室的創辦人大衛·斯普羅克斯頓（David Sproxton）與彼德·羅德（Peter Lord）在2006年5月參觀吉卜力美術館對於他們作品的展覽，他們也在那裡與宮崎駿會面。
美國《時代雜誌》在2003年4月10日發表「亞洲英雄二十人」，宮崎駿與著名棒球運動員松井秀喜是唯二上榜的日本人。
宮崎駿在日本動畫界佔有超重量級的地位，台灣動漫畫評論團體傻呼嚕同盟所著的《日本動畫五天王》中，將他與富野由悠季、庵野秀明、押井守、大友克洋並稱為日本動畫五大天王。
宮崎駿在英國《衛報》選出的當代40大傑出導演中名列第8位，而美國電影評論家羅傑·艾伯特則認為宮崎駿是世界上最傑出的動畫導演。日本作家上島春彥認為宮崎駿是一位偉大的動畫師，並認為沒有任何一位日本導演對於世界電影造成的影響比宮崎駿更大。
宮崎駿獲選美國「時代雜誌」2024年百大最具影響力人物之一，以「時代象徵」（Icons）組別入圍，被評價為「動畫史上最具影響力的導演」。

## 私生活
宮崎駿在1965年10月與當時東映動畫的同事大田朱美結婚，並育有兩子。長子宮崎吾朗於1967年1月出生，是吉卜力工作室在2006年7月公映的作品《地海戰記》的導演；次子宮崎敬介則在1970年4月出生，是一位木版畫家。由於宮崎駿過於投入工作，對他與宮崎吾朗的關係產生負面影響。

## 關係人物
| 人物        | 概述 |
| ----------- | --- |
| 高畑勳      | 宮崎駿在東映動畫公司所認識的前輩，在製作《太陽王子 霍爾斯的大冒險》時，高畑勳提拔了當時職位雖不高但熱心參與的宮崎駿。由於能力頗強，宮崎駿在拍攝《風之谷》時也特別指明希望高畑勳能擔任該片的製作人。兩人從東映動畫至吉卜力工作室期間也互相合作拍攝不少的動畫。其執導电影《螢火蟲之墓》與宮崎駿執導的《龍貓》在同一天上映，且同為吉卜力工作室制作，导致有将《螢火蟲之墓》誤歸為宮崎駿作品的情况。 |
| 大塚康生    | 從東映動畫到A Production動畫公司期間一同與宮崎駿、高畑勳為動畫打拼的夥伴，也是《太陽王子 霍爾斯的大冒險》的製作核心成員。 |
| 庵野秀明    | 日本動畫導演。在吉卜力任職時期參與過《風之谷》的原畫工作（片中巨神兵登場部分的場景），巨神兵與新世紀福音戰士外觀有一定的相似性。後為《風起》 主角「堀越二郎」配音。庵野秀明後來透過宮崎駿撮合，與日本漫畫家安野夢洋子相識結婚。 |
| 安野夢洋子  | 日本女性漫畫家，宮崎駿正好就是撮合她與庵野秀明的媒人。2002年與庵野秀明結婚。 |
| 細田守      | 在吉卜力工作室將主要人力投注製作神隱少女之上，宮崎駿看中了這位多年前曾來吉卜力應試的年輕導演，邀他來執導《霍爾的移動城堡》。細田守因此被要求自己籌組團隊來製作霍爾的移動城堡。在完成了劇本、分鏡表也製作了三分之二，正要進入原畫繪製階段時，吉卜力高層卻臨時要求該團隊中止製作，改由宮崎駿及其團隊來接替。其背後原因眾說紛紜，但最有力的說法是，吉卜力在製作一半時突然判定細田守不具票房吸引力，還是得掛上「宮崎駿」的名號才能使電影賣座，所以才將細田守拉下導演寶座。但細田守現在已一舉躍升為日本動畫界自吉卜力之後新生代導演的佼佼者。 |
| 鈴木敏夫    | Animags雜誌編輯者，因有採訪需求而與宮崎駿和高畑勳相識的動畫雜誌記者，之後亦成為吉卜力工作室的最高管理者。鈴木敏夫藉著與宮崎駿見面時不斷的對談、而讓宮崎駿能掌握到自己作品的方向。高畑勳也認同鈴木敏夫是能夠詮釋出宮崎駿想法的最佳人選。 |
| 久石讓      | 日本著名作曲家、歌手、钢琴家，以担任电影配乐为主。特别是宫崎骏导演的作品，从《风之谷》至《风起了》的二十多年间所有长篇动画电影的音乐制作，为宫崎骏作品中不可欠缺的配乐大师。“久石让”这个名字的来源是他的偶像——美国黑人音乐家及制作人昆西·瓊斯。他把“Quincy Jones”这个名字改成日语发音，再联上最近似的汉字姓名，就变成了“久石让”。他的英文名JOE，也可以说是为了向美国配乐大师QUINCY JONES致敬。 |
| 中尾佐助    | 植物學者。年少時期的宮崎駿在二次大戰後曾對日本及身為日本人一事感到羞恥，之後閱讀到中尾佐助的作品《栽培植物與農耕的起源》（）後、對自己的國家歷史有了新的見解。。《栽培植物與農耕的起源》也對事後宮崎駿的動畫《魔法公主》有著很大的啟發。 |
| 堀田善衛    | 日本小說家。與中尾佐助相同；堀田善衛的著作《廣場的孤獨》（）讓曾對身為日本人而自卑的宮崎駿，日後得到了許多新的啟發。。宮崎駿除身為堀田善衛的忠實讀者，也曾興起想將堀田善衛的《方丈記私記》（）改編成動畫的念頭。 |
| 司馬遼太郎  | 日本小說家。宮崎駿將司馬遼太郎的言行談吐，視為能讓他學習作人處世的模楷。宮崎駿的前輩高畑勳則提及過；宮崎駿能夠在司馬遼太郎與堀田善衛離世前與他們兩人有過對談的經驗，實在是件令人欣慰的事。 |
| 約翰·拉薩特 | 美國皮克斯動畫工作室元老成員；《玩具總動員》、《蟲蟲危機》等動畫導演。在1987年來到日本訪問吉卜力工作室而與宮崎駿有會面的機會，自身亦為宮崎駿的動畫迷。《神隱少女》在美國上映時，約翰·拉薩特親自擔任該片的英語對白處理及宣傳活動。所屬的皮克斯動畫工作室，也與吉卜力工作室有不少交流。 |
| 墨比斯      | 法國著名漫畫家，宮崎駿的《風之谷》受其漫畫《Arzach》影響。兩人也是摯友，墨必斯的女兒就因《風之谷》而起名為娜烏西卡。 |
| 新海誠      | 日本動畫導演，曾在2002年的訪談稱中學時期受觀賞的德古拉電影和同為宮崎駿的執導動畫《天空之城》的影響，立志能自己做出像那樣令人驚豔的作品。其電影《追逐繁星的孩子》被部分影評家認為有宮崎駿的影子。宮崎駿編導的《魔女宅急便》也對他製作動畫電影《鈴芽之旅》時產生影響。 |

## 動畫作品
| 執導 動畫電影 1979年：《 魯邦三世卡里奧斯特羅之城 》 1984年：《 風之谷 》 1984年：《 未來少年柯南特別篇 巨大機毒蛾號的復活 》 1986年：《 天空之城 》 1988年：《 龍貓 》 1989年：《 魔女宅急便 》 1992年：《 紅豬 》 1997年：《 幽靈公主 》 2001年：《 千與千尋 》 2004年：《 霍爾的移動城堡 》 2008年：《 崖上的波妞 》 2013年：《 風起了 》 2023年：《 蒼鷺與少年 》 短篇動畫 1995年：《 On Your Mark 》 2001年：《 膠卷咕嚕咕嚕轉 》 2001年：《 捕鲸記 》 2002年：《 可羅的大散步 》 2002年：《 梅與小猫巴士 》 2002年：《 空想的飛行機械們 》 2006年：《 水蜘蛛紋紋 》 2006年：《 買下星星的日子 》 2006年：《 尋找棲所 》 2010年：《 麵種與蛋姬 》 2017年：《 毛毛蟲波羅 》 電視動畫 1971年：《 魯邦三世 (TV第1期) 》（第4集以後的部分集數；A專業導演群體的名義） 1978年：《 未来少年科南 》 (《高立的未來世界》) 1980年：《 魯邦三世 (TV第2期) 》（第145/155集；以「照樹務」的名義） 1984年：《 名偵探福爾摩斯 》（第3/4/5/9/10/11集） 其它執導動畫 1993年： 日本電視台 40週年紀念特別篇《青藍色種子》 （ ） 1993年：日本電視台40週年紀念特別篇《這是什麼呢》 （ ） 2004年： 好侍食品 廣告動畫《回家吃飯吧 （ ） 》 | 參與製作 動畫電影 1963年：《 汪汪忠臣藏 》（動畫） 1964年：《 少年忍者風之富士丸 》（原畫協助） 1964年：《 格列佛的宇宙旅行 》（動畫、原畫） 1968年：《 太陽王子 霍爾斯的大冒險 》（原畫協助） 1969年：《 穿長靴的貓 》（原畫） 1969年：《 飛天幽靈船 》（原畫） 1971年：《 動物寶島 》（構思、原畫） 1971年：《 阿里巴巴與四十大盜 》（原畫） 1972年：《 熊貓家族 》（原案、劇本、畫面構成、原畫） 1973年：《 熊貓家族－下雨雜技編 》（劇本、美術設定、畫面構成、原畫） 1977年：《 草原之子藤克利 》 （部分畫面編排） 1991年：《 兒時的點點滴滴 》（執行製作人） 1994年：《 平成狸合戰 》（企劃） 1995年：《 心之谷 》 （執行製作人、腳本、分鏡圖） 2002年：《 貓的報恩 》（企劃） 2006年：《 地海戰記 》（原案） 2010年：《 借物少女艾莉緹 》（企劃、編劇、部分美術設定） 2011年：《 來自紅花坂 》 （企劃、編劇） 短篇動畫 2002年：《 空想的機械們裡破壞的發明 》（企劃） 2010年：《 鼠相撲 》（企劃、劇本） 2011年：《 尋寶 》（企劃、構成） 電視動畫 1966年：《 彩虹戰隊羅賓 》（原畫協助） 1968年：《 魔法使莎莉 》（原畫） 1969年：《 甜蜜小天使 》第一期（原畫協助） 1969年：《 姆明 》（第23集原畫） 1972年：《 赤胴鈴之助 》（第26、27、41集分鏡圖） 1973年：《 魔投手 》（第1集原畫） 1973年：《 黄毛仔 》（角色原案） 1974年：《 小天使 》（背景設定、畫面構成） 1975年：《 龍龍與忠狗 》（第15集原畫） 1976年：《 萬里尋母 》（背景設定、畫面構成） 1977年：《 小浣熊 》（原畫） 1979年：《 清秀佳人 》（背景設定、畫面構成） 1980年：《 鐵超人 》（第8集原畫） |

## 其它影視作品

### 記錄片
- 1987年：《柳川堀割物語》：製作
- 2002年：《撲翼機物語～飛吧！夢幻天狗號》：本人演出

## 中止制作的作品
- 長襪子皮皮

1971年宮崎駿與高畑勳、小羊部田一一同跳槽到A Production時，計畫要將瑞典作家阿斯特麗德·林格倫的作品《長襪子皮皮》改編成動畫，但因阿斯特麗德·林格倫不允許授權而中斷此企劃。
當時宮崎駿前往瑞典為題材所做的取景，則用在之後1989年發行的《魔女宅急便》中。
- 洛夫

計畫改編自美國漫畫家理查柯賓（Richard Corben）的同名作品《Rowlf》。故事為某日一個小國突然遭受到惡魔軍隊的攻擊，之後一頭名叫洛夫的狗因主人被惡魔所抓，而緊追著惡魔軍隊。在追逐的過程中，洛夫因不斷地思考、而漸漸有了人類的智慧及能像人類運用雙手的能力。
- 魔法公主

原為1980年期間宮崎駿以《美女與野獸》為範本所創作的圖畫書，但當時將圖畫書內容製作成動畫提案一直不被電視台接受。
後續在1997年上映的《魔法公主》，內容與風格已和當時在1980年期間所構思的故事完全不同。
- 戰國魔城

是宮崎駿與鈴木敏夫討論後做出的提案，以日本古代神話、妖怪故事為背景設計的作品，但之後推銷給德間書店高層後被「用沒有原著改編的動畫沒賣點」的理由回退。
之後宮崎駿為了讓提案的動畫能有原著改編，而自己創作了漫畫《風之谷》，並在1984年改編成同名動畫上映。
- Anchor

1986年宮崎駿在《Animage》雜誌上與夢枕獏對談時所提出的點子，內容是一名男子在莫名的情況下被迫要保護一名他從不相識的女子。而宮崎駿也曾提議希望夢枕獏能先將他的構想寫成小說再改編成動畫。
- 大東京物語

1990年提出的企劃，改編自的漫畫《東京物語》，內容為兩名少年及一名少女所相遇的故事。
- 墨攻

計畫改編自酒見賢一同名小說《墨攻》的電視動畫提案，為1991年提出。
- 東京污穢合戰

1997年宮崎駿於NHK對談節目《Top Runner》上所透露曾有的企劃作品。
- 咔咂咔咂街

從柏葉幸子的小說《霧中的奇幻小鎮》所構思的作品，《神隱少女》的雛型。
- 畫煙囪的小玲

以東京因發生大地震而為背景的故事，宮崎駿原先想將歌手木村弓的歌曲《永遠常在》用在此作品中。在此企劃腰斬後則改將《永遠常在》用在《神隱少女》裡。
當時《畫煙囪的小玲》的角色設計草稿，現今則放在吉卜力美術館展示。

## 書籍作品

### 漫畫、圖本
- 1972年：《動物寶島》
- 1980年：《魔法公主》（1980年原版）
- 1982年－1994年：《風之谷》 全7卷
- 1982年：《致妹妹》
- 1983年：《修那之旅》

- 1992年：《宮崎駿的雜想筆記》（收錄包含「飛行艇時代」等13個短篇）
- 1994年：《在空中用餐》（收錄於書籍《出發點》）
- 2002年：《宮崎駿的妄想筆記》（收錄「漢斯歸來」、「泥沼的老虎」2篇作品）
- 2009年：《水深五尋》
- 《妄想ComeBack》
- 《Blackham轟炸機》

### 著作、對談集
- 1992年：《訴說昔事的日子》（與加藤登紀子合著）
- 1993年：《什麼是電影─關於「七武士」與「一代鮮師」》（與黑澤明對談集）
- 1994年：《遇見巨樹─與千年生命的交會》（合著作品）
- 1996年：《出發點 1979～1996》
- 1997年：《時代的風音》（與司馬遼太郎、堀田善衛對談集）
- 1998年：《關於教育》（合著作品）
- 2002年：《小蟲的角度與動畫人的角度》（與養老孟司對談集）
- 2002年：《風的歸宿點─從娜烏西卡到千尋的思想軌跡》
- 2008年：《折返點 1997～2008》
- 2011年：《龍貓的家》
- 2011年：《迎向書籍的門扉─談論岩波少年文庫》

### 畫集
- 1996年：《風之谷─宮崎駿水彩畫集》

### 封面插圖
- 1984年：《卻斯特頓的1984年/諾丁山的拿破崙》（G·K·卻斯特頓原著）
- 1987年：《卡瑞斯的魔女》（詹姆斯·亨利·舒茲原著）
- 1993年：《夜航》（聖-艾修伯里原著）
- 1998年：《人類的土地》（聖-艾修伯里原著）

## 設計作品

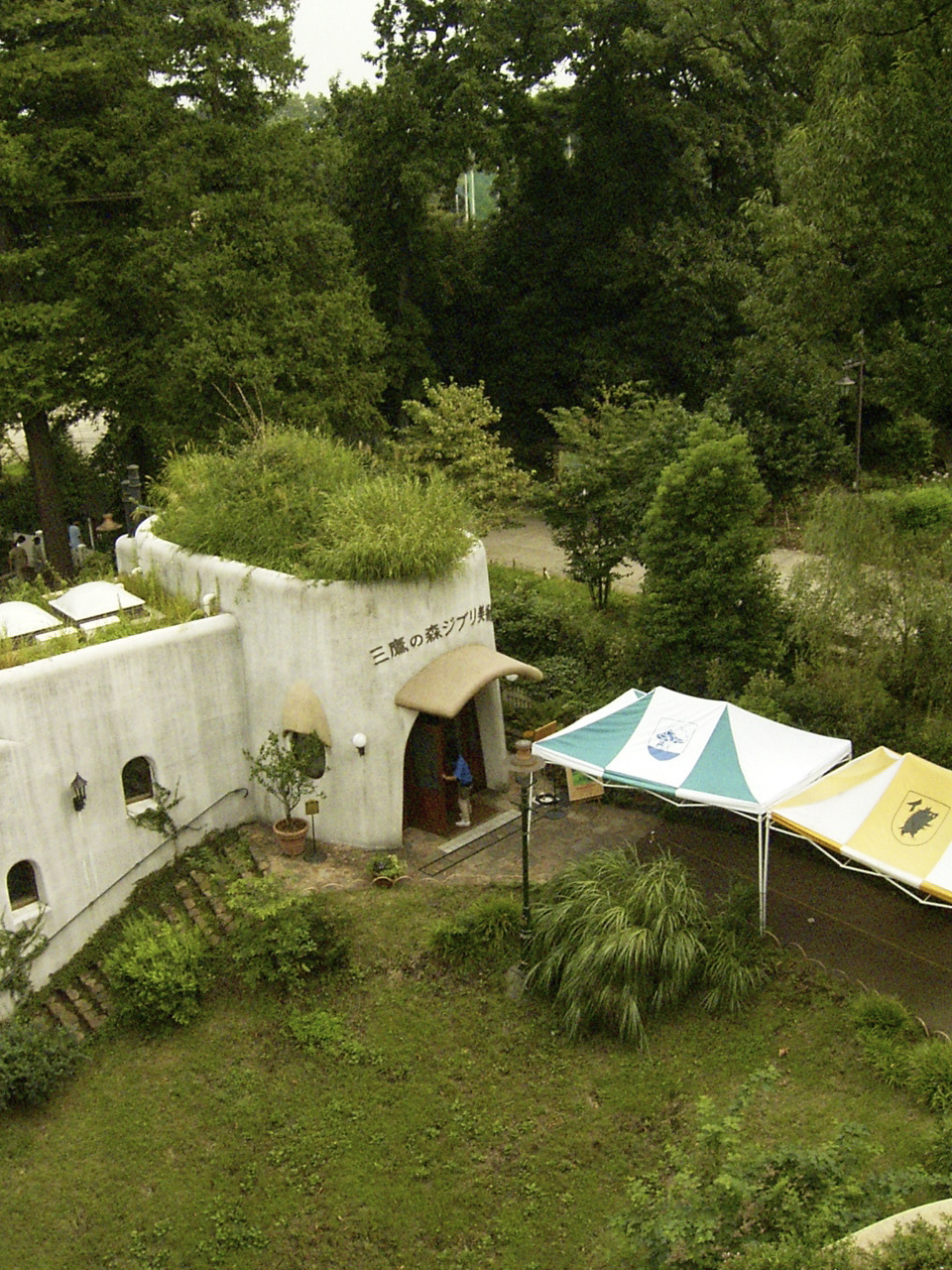
三鷹之森吉卜力美術館的入口

- 電子商Maxell廣告裡的
- 日立Personal computer H2廣告裡的
- 小中和哉電影《紅烏鴉與幽靈船》裡登場的幽靈船
- 日本電視台公司大樓掛鐘
- 日本電視台商標角色
- 讀賣新聞商標角色
- 中日龍隊球迷俱樂部吉祥物
- 神奈川第53屆國民運動會吉祥物
- 小金井市吉祥物
- 小金井市東京建物公園吉祥物
- 三鷹市吉祥物「POKI」
- 三鷹之森吉卜力美術館
- 廣島縣福山市旅店

## 作詞歌曲
- 《伴隨著你》：收錄於《天空之城》電影原聲帶
- 《風之通道》：收錄於《龍貓》印象專輯
- 《小小的照片》：收錄於《龍貓》印象專輯
- 《隔壁的龍貓》：收錄於《龍貓》印象專輯、電影原聲帶
- 《水泥路》：收錄於《心之谷》印象專輯
- 《半開的窗戶》：收錄於《心之谷》印象專輯
- 《貓男爵主題曲》：收錄於《心之谷》印象專輯
- 《鄉村路》：收錄於《心之谷》印象專輯、電影原聲帶
- 《魔法公主》：收錄於《魔法公主》印象專輯、電影原聲帶
- 《眾神們》：收錄於《千與千尋》印象專輯
- 《油屋》：收錄於《千與千尋》印象專輯
- 《寂寞、如此寂寞》：收錄於《千與千尋》印象專輯
- 《白龍》：收錄於《千與千尋》印象專輯
- 《妹妹們》：收錄於《崖上的波妞》印象專輯
- 《波妞的搖籃曲》：收錄於《崖上的波妞》印象專輯
- 《向日葵之家的迴旋曲》：收錄於《崖上的波妞》印象專輯
- 《崖上的波妞》：收錄於《崖上的波妞》印象專輯、電影原聲帶
- 《藍色的長浪》：收錄於《來自紅花坂》電影原聲帶
- 《母親的相片》：好侍食品廣告動畫《回家吃飯吧》插入歌

## 個人榮譽
- 1990年：東京都民文化榮譽章
- 1994年：日本漫畫家協會獎（Japan Manga Artists' Association Award）
- 1998年：第26屆安妮獎：生涯貢獻獎、山路文子文化獎、淀川長治獎
- 2000年：第3屆司馬遼太郎獎
- 2001年：第49屆菊池寬獎、每日電影獎最佳導演
- 2002年：朝日獎、法國國家功勞獎、巴黎市勳章、商業週刊亞洲之星（創新部門）、第30回安妮獎：導演獎.劇本獎
- 2003年：埼玉縣榮譽市民、《時代》雜誌亞洲版評列為「亞洲英雄人物20人」之一
- 2004年：第61屆威尼斯影展：金奧薩拉獎、第16屆薩格勒布國際動畫片盛會貢獻獎、加泰隆尼亞國際電影節：特別審査員獎
- 2005年：第62屆威尼斯影展：榮譽金獅獎、國際交流基金獎、《時代》雜誌評列「世界最具影響力100人」之一
- 2006年：《時代》雜誌亞洲版評列「60年間的亞洲英雄人物」之一
- 2007年：英國電影雜誌《Total Film》史上百位偉大導演：第25名
- 2008年：小金井市榮譽市民
- 2009年：第二屆柏克萊日本獎、雜誌《Fast Company》評列為「商業界裡最具創意的100人」第31名
- 2010年：三鷹市榮譽市民
- 2012年：日本“文化功勞者”稱號
- 2014年：第41屆安妮獎：最佳編劇、 第87屆奧斯卡榮譽獎項「主席獎」(Governors Awards)

### 引用
1. ↑  . 中央社. 2014-08-29  [2014-09-04]. （原始内容存档于2014-09-04）.
2. ↑  日本动漫大师宫崎骏即将退休 （页面存档备份，存于），亚太日报，2013年9月2日
3. ↑  Morrison, Tim. . Time Asia. 2006-11-13  [2007-02-19]. （原始内容存档于2006-11-22）.
4. ↑  Lee, Stan. . Time. 2005-04-18  [2009-07-15]. （原始内容存档于2009-10-08）.
5. 1 2 3 4 5  McCarthy, Helen. . United States. 1999-09-01. ISBN 1880656418.
6. 1 2  Feldman, Steven. . Nausicaa.net. 1994-06-24  [2007-02-19]. （原始内容存档于2018-10-22）.
7. ↑  《感受宫崎骏》 秦刚主编 文化艺术出版社 2004年 ISBN 978-7-5039-2464-4
8. ↑  出發點：507頁
9. ↑  折返點：508頁
10. ↑  折返點：509頁
11. ↑  折返點：542頁
12. ↑  樂在工作：20頁
13. ↑  樂在工作：52頁
14. ↑  折返點：543頁
15. ↑  . 一般社團法人日本電影製作者連盟. （原始内容存档于2009-12-15）.
16. ↑  . 一般社團法人日本電影製作者連盟. （原始内容存档于2009-12-15）.
17. ↑  . Nausicaa.net. 2006-07-03  [2007-02-19]. （原始内容存档于2006-10-13）.
18. ↑  . 2007-03-19  [2007-03-19]. （原始内容存档于2008-12-06）.
19. ↑  . 華特迪士尼的《崖上的波妞》DVD影碟介紹.   [2010-09-14]. （原始内容存档于2009-06-02）.
20. ↑  Fred Topel. . Sci Fi Wire. 2009-08-12.
21. ↑  ：88頁
22. ↑  . 東スポWEB. 2023-07-15  [2023-08-06]. （原始内容存档于2023-08-05）.
23. ↑  . 産経ニュース. 2023-07-30  [2023-08-06]. （原始内容存档于2023-08-03）.
24. ↑  . 讀賣新聞. 2005-02-15. （原始内容存档于2009-09-24）.
25. ↑  樂在工作：66頁
26. ↑  ：180頁
27. ↑  折返點：334頁
28. ↑  .   [2024-03-29]. （原始内容存档于2024-03-29）.
29. ↑  .   [2024-03-29]. （原始内容存档于2024-04-13）.
30. ↑  .   [2024-03-29]. （原始内容存档于2024-05-25）.
31. ↑  .   [2024-03-29]. （原始内容存档于2024-03-29）.
32. ↑  . CINEMATODAY. 2011-06-17  [2015-12-27]. （原始内容存档于2016-03-04） （日语）.
33. ↑  楊明珠. . 中央通訊社. 2013-07-19  [2013-08-11]. （原始内容存档于2013-08-25）.
34. 1 2  Ng, Jeannette. . Japan Today.   [2007-06-06]. （原始内容存档于2007-10-22）.
35. ↑  The Making of Spirited Away, 日本電視台特輯; 收錄在《神隱少女》DVD R2中
36. ↑  . Midnight Eye.   [2007-06-07]. （原始内容存档于2009-08-02）.
37. ↑  . The Age. 2003-06-07  [2007-06-06]. （原始内容存档于2007-09-29）.
38. ↑  Andrews, Nigel. . 金融時報. 2005-09-20  [2007-06-06]. （原始内容存档于2007-03-14）.
39. ↑  浦谷敏夫.  (Documentary). 日本: Buena Vista Home Entertainment. 2004.
40. ↑  . Ghibliworld.   [2008-06-24]. （原始内容存档于2008-12-06）.
41. ↑  . www.youtube.com.   [2020-08-17]. （原始内容存档于2020-06-27）.
42. ↑  （日語）. Yomiuri Shimbun. 2005-12-26  [2007-02-19]. （原始内容存档于2007-01-02）.
43. ↑  樂在工作：177頁
44. ↑  Yves Montmayeur.  (Documentary film). Paris. 2005.
45. ↑  .   [2008-01-29]. （原始内容存档于2008-01-12）.
46. ↑  Ghibli Museum (编). . Tokuma Memorial Cultural Foundation for Animation.   [2008-05-18]. （原始内容存档于2008-06-01）.
47. 1 2  尤里·諾里斯金與宮崎駿的遠端連線對談 （页面存档备份，存于） a2005-10-22於俄羅斯電視節目ProSvet，由Dmitry Dibrov主辦
48. ↑  . The Black Moon ©. 2002-09-13  [2010-08-29]. （原始内容存档于2017-06-11）.
49. ↑  . Animage. August 2006, 338: 13.
50. ↑  . 大塊文化. 2006. ISBN 986-729-191-3.
51. ↑  . Guardian.co.uk ©.   [2010-08-29]. （原始内容存档于2007-07-27）.
52. ↑  羅傑·艾伯特. . 1999-10-24  [2010-08-29]. （原始内容存档于2017-03-18）.
53. ↑  MINORU MATSUTANI. . 日本時報. 2008-09-30  [2010-08-29]. （原始内容存档于2010-08-22）.
54. ↑  GUILLERMO DEL TORO. . Time. 2024-04-17  [2024-04-18]. （原始内容存档于2024-04-18）.
55. ↑  戴雅真. . 中央社. 2024-04-18  [2024-04-18]. （原始内容存档于2024-05-03）.
56. ↑  宮崎吾朗. . Nausicaa.net.   [2007-06-08]. （原始内容存档于2007-04-18）.
57. ↑  出發點：200頁
58. 1 2  ：182頁
59. ↑  出發點：235頁
60. ↑  樂在工作：28頁
61. ↑  出發點：259頁
62. ↑  出發點：261頁
63. ↑  出發點：224頁
64. ↑   (DVD). Japan: CoMix Wave Inc.  事件发生在 00:49–00:58. 2002-02-02 （日语）. Makoto Shinkai: When I was in middle school, there were things like Dracula movies, Laputa, and the like; watching things like that I thought, "This is amazing," and when you see things like that you feel like you want to make something like that yourself, definitely.
65. ↑  Hodgkins, Crystalyn. . Anime News Network. 2011-07-31  [2022-05-27]. （原始内容存档于2021-10-20） （英语）.
66. ↑   (YouTube). 東宝MOVIEチャンネル.  事件发生在 12分47秒から14分00秒まで. 2021-12-18  [2022-01-09]. （原始内容存档于2022-11-27）.
67. 1 2  出發點：542頁
68. ↑  出發點：443頁
69. ↑  出發點：364頁
70. ↑  出發點：365頁
71. ↑  ：92頁
72. ↑  ：53頁
73. ↑   ：64頁
74. ↑   ：66頁
75. ↑  出發點：313頁
76. ↑  出發點：314頁
77. ↑  出發點：384頁
78. ↑  出發點：387頁
79. ↑  ：72頁
80. ↑  ：32頁
81. ↑  ：33頁